# Peripatoides suteri
Peripatoides suteri é uma espécie de invertebrado da família Peripatopsidae.
É endémica da Nova Zelândia.